# Agathomyia antennata
Agathomyia antennata är en tvåvingeart som först beskrevs av Zetterstedt 1819.  Agathomyia antennata ingår i släktet Agathomyia och familjen svampflugor. Arten är reproducerande i Sverige. Inga underarter finns listade i Catalogue of Life.